# Let’s Dance
Let’s Dance — пятнадцатый студийный альбом английского автора-исполнителя Дэвида Боуи, выпущенный 14 апреля 1983 года на лейбле EMI America Records. Спродюсированный Боуи и Найлом Роджерсом, альбом был записан в декабре 1982 года на Power Station в Нью-Йорке. В сессиях приняли участие музыканты из группы Роджерса Chic и тогда ещё неизвестный техасский блюзовый гитарист Стиви Рэй Вон на соло-гитаре. Впервые Боуи только пел и не играл ни на каких инструментах.
В музыкальном плане Let's Dance описывают как пост-диско-альбом с элементами танцевального рока, танцевального попа и новой волны. Альбом содержит две кавер-версии песен: «China Girl» Игги Попа, которую Боуи и Поп записали вместе для альбома последнего The Idiot (1977); «Criminal World» Metro; и переработанная версия «Cat People (Putting Out Fire)», изначально записанная Боуи и Джорджио Мородером в 1982 году для одноимённого фильма.
Let's Dance был выпущен с огромным коммерческим успехом, достигнув первой позиции во многих странах, и превратил Боуи в крупную суперзвезду; он остается самым продаваемым альбомом Боуи. Четыре сингла с пластинки, включая заглавный трек, были все коммерчески успешными. Альбом получил неоднозначные отзывы критиков, мнения которых о художественном содержании разошлись. «Let's Dance», «China Girl» и «Modern Love» были поддержаны музыкальными клипами, которые активно транслировались на MTV. Он был поддержан успешным туром Serious Moonlight в течение 1983 года.
Несмотря на успех альбома, Let's Dance положил начало периоду низкого творческого потенциала Боуи. Он чувствовал, что должен потакать своей музыке своей новой приобретенной аудитории, что привело к тому, что его последующие альбомы Tonight (1984) и Never Let Me Down (1987) были отвергнуты критиками. Позже он плохо отзывался об этом периоде, называя его «годами Фила Коллинза». Альбом был ремастерирован в 2018 году и вошёл в бокс-сет Loving the Alien (1983–1988).

## Предыстория
Дэвид Боуи выпустил свой четырнадцатый студийный альбом «Scary Monsters (and Super Creeps)» в 1980 году. С этой записью Боуи достиг того, что биограф Дэвид Бакли называет «идеальным балансом» креативности и массового успеха. После сессий Боуи играл главную роль Джозефа «Джона» Меррика в бродвейской пьесе «Человек-слон» с конца июля 1980 года по начало января 1981 года. В это время он также снялся в фильме Ули Эделя «Мы, дети станции Зоо» (1981).
Убийство Джона Леннона 8 декабря 1980 года глубоко повлияло на Боуи; он отменил предстоящий тур Scary Monsters и уехал в свой дом в Швейцарии, став затворником, но продолжая работать. В июле 1981 года он сотрудничал с Джорджио Мородером для «Cat People (Putting Out Fire)», заглавной песни фильма Пола Шредера «Люди-кошки» (1982), и в той же сессии записал «Under Pressure» с рок-группой Queen. Вскоре после этого он сыграл главную роль в адаптации BBC пьесы Бертольта Брехта «Ваал», поставленной Аланом Кларком. Записанный в августе 1981 года и переданный в марте 1982 года, Боуи также записал сопровождающий саундтрек EP, выпущенный через RCA в феврале, одновременно с передачей. В течение года Боуи снимался в фильмах «Голод» и «Счастливого Рождества, мистер Лоуренс», оба выпущенных в 1983 году. Во время съёмок последнего он полюбил артистов 1950-х и 1960-х годов, включая Джеймса Брауна, Бадди Гая, Элмора Джеймса и Альберта Кинга. Музыкальные идеалы этих артистов оказали большое влияние на новый альбом.
«Scary Monsters» был последним студийным альбомом Боуи для RCA Records, его лейбла со времён «Hunky Dory» (1971). Растущее недовольство лейблом, который, как он чувствовал, «доил» его бэк-каталог, он также с нетерпением ждал истечения в сентябре 1982 года срока его выходного пособия 1975 года со своим старым менеджером Тони Дефрисом. Хотя RCA были готовы повторно подписать контракт, наряду с Columbia и Geffen Records, Боуи подписал новый контракт с EMI America Records на предполагаемую сумму в 17 миллионов долларов.

## Разработка
С новым лейблом и идеей коммерческого звучания Боуи хотел начать все заново с новым продюсером. Он выбрал Найла Роджерса из R&B-группы Chic, одной из самых коммерчески успешных групп конца 1970-х годов, с такими хитами, как «Le Freak» (1978) и «Good Times» (1979). По словам биографа Николаса Пегга, современные слушатели считали сочинительство и продюсирование Роджерса, включая «We Are Family» Sister Sledge (1979) и «Upside Down» Дайаны Росс (1980), «танцевальной классикой». Боуи и Роджерс встретились в отеле Continental в Нью-Йорке осенью 1982 года, где они обнаружили, что у них схожие влияния в старой блюзовой и R&B музыке. В интервью журналу Musician в 1983 году Роджерс сказал: «Дэвид мог бы нанять любого продюсера — белого или чёрного — которого он хотел. Он мог бы обратиться к Куинси Джонсу и получить более верный шанс на хит. Но он позвонил мне, и я чувствую себя польщенным за это».
Тони Висконти, продюсер последних четырёх студийных альбомов Боуи, изначально должен был продюсировать новый альбом и выделить время для записи. Однако Боуи забыл сообщить Висконти, что он выбрал Роджерса для проекта, о чём продюсер в конечном итоге узнал от помощницы Боуи Коко Шваб ближе к декабрю 1982 года. Висконти был глубоко уязвлен, и этот шаг повредил отношениям двух мужчин, и Висконти не работал с Боуи над студийным альбомом снова до «Heathen» 2002 года, почти 20 лет спустя. В интервью SuperDeluxeEdition в 2023 году Висконти заявил, что, оглядываясь назад, он считал, что Боуи был прав, когда искал нового продюсера, учитывая его стремление к коммерческому успеху, проводя сравнения со своей собственной работой с другими артистами в промежутках между проектами Боуи. 
Боуи и Роджерс воссоединились в доме последнего в Монтрё, Швейцария, чтобы начать работу над демо. Продюсер, который ожидал сделать Scary Monsters 2, был удивлён, узнав, что у Боуи была другая идея, сказав: «'Найл, я действительно хочу, чтобы ты делал хиты'». И я был немного ошеломлен, потому что я всегда предполагал, что Дэвид Боуи сначала делал искусство, а потом, если оно станет хитом, пусть так и будет!» Продюсер изначально был разочарован тем, что не сможет использовать запись как способ заслужить уважение белой аудитории, но знал, что сделает то, что у него получается лучше всего, чтобы гарантировать хит. Боуи играл свои новые песни на двенадцатиструнной акустической гитаре, начав с Let's Dance» в мягкой вокальной аранжировке. Роджерс знал, что это не танцевальная песня, но взял старые записи 50-х и 60-х годов, чтобы аранжировать трек в готовый продукт. В течение трёх дней они записали демо-версии новых треков при содействии турецкого мультиинструменталиста Эрдала Кызылчая, который впоследствии стал частым соавтором Боуи.

## Запись
Это самая быстрая работа, с которой я когда-либо работал в своей жизни. Боуи сказал, что ему нравится работать [быстро], и я планирую делать то же самое до конца своей карьеры. Это просто самый энергичный способ делать записи. Музыканты были действительно взбудоражены быстрым темпом, и в результате мы получили несколько великолепных выступлений.
«Let's Dance» был записан на Power Station в Нью-Йорке (где Боуи также записал Scary Monsters) в течение первых трёх недель декабря 1982 года и был завершён за 17 дней Звукорежиссёром сессий был Боб Клирмаунтин. Роджерс чувствовал, что звучание записи улучшилось благодаря атмосфере студии: «Power Station славится своим великолепным звучанием барабанов. И у нас были отличные музыканты». Наряду с новым продюсером для записи был нанят совершенно новый состав музыкантов, и Боуи заявил: «Я хотел немного отдохнуть от ребят, с которыми я обычно работаю. Я хотел попробовать людей, с которыми я никогда раньше не работал, чтобы я не мог предсказать, как они будут играть». Давний соавтор Карлос Аломар, который работал с Боуи с середины 1970-х и продолжал работать с Боуи до середины 1990-х, изначально должен был внести свой вклад, но заявил, что ему предложили «неловкий» гонорар, и отказался. В 1984 году Аломар пояснил, что не играл на Let's Dance, потому что ему дали уведомление всего за две недели, и он уже был забронирован для другой работы.
После ухода Аломара Роджерс занял его место на ритм-гитаре. Продюсер также нанял своих постоянных коллег из Chic: клавишника Роберта Сабино, перкуссиониста Сэмми Фигероа и бэк-вокалистов Фрэнка и Джорджа Симмса. Среди оставшихся музыкантов были барабанщик Омар Хаким (которого Боуи называл «захватывающим барабанщиком с безупречным чувством ритма»); басист Кармин Рохас; трубач Мак Голлехон; и саксофонисты Стэн Харрисон, Роберт Аарон и Стив Элсон. Ближе к концу сессий Роджерс нанял барабанщика Chic Тони Томпсона и басиста Бернарда Эдвардса для дополнительной работы; он не хотел нанимать их раньше из-за их прошлого употребления наркотиков. Из-за времени их прибытия вклад Томпсона и Эдвардса был ограничен, появившись только на трёх и одном треке соответственно. Эдвардс записал свою партию для «Without You» за 13 минут, а Роджерс позже написал в своих мемуарах: «Я никогда не гордился им больше в своей жизни, и это произошло в последний день основной записи». Впервые сам Боуи не играл ни на каких инструментах на альбоме, заявив в то время: «Я ни на чём не играю. Это был альбом певца». Он записал весь свой вокал за два дня.
На джазовом фестивале в Монтрё в Швейцарии в 1982 году Боуи увидел, как Стиви Рэй Вон играет на гитаре. В то время Вон был неизвестным 28-летним блюзовым гитаристом из Техаса; его дебютный альбом с его группой Double Trouble всё ещё не был выпущен. После выступления Вона Боуи был настолько впечатлён, что разыскал его несколько месяцев спустя, чтобы заставить его сыграть на соло-гитаре на альбоме. Роджерс изначально не был впечатлён Воном, полагая, что он звучит как американский блюзовый гитарист Альберт Кинг. Однако Боуи чувствовал, что Вон отличается, говоря, что «у него происходит совсем другое». Вон записал свои гитарные наложения ближе к концу сессий. По словам автора Пола Трынки, он использовал старый Fender Stratocaster, подключенный к старому усилителю Fender, «весь тон исходил от проигрывателя». В современном интервью Воан описал сессии звукозаписи: «С Боуи очень легко работать. Он знает, что делает в студии, и не тратит время попусту... Он высказывал свое мнение о том, что ему нравится, и о том, что требует доработки. Почти всё было записано за один или два дубля. Я думаю, что только одна вещь потребовала трёх дублей». По словам биографов Воана Джо Патоски и Билла Кроуфорда, Воан сыграл на шести из восьми песен альбома. В биографии Strange Fascination Бакли посчитал Воана «странным» выбором в качестве ведущего гитариста, поскольку в то время он был «настолько далёк от Роберта Фриппа и Эдриана Белью, насколько это вообще возможно». Боуи и Роджерс похвалили работу Воана над альбомом, и последний стал одним из самых близких друзей Воана после сессий.
После завершения сессий Боуи отправился в отпуск в Мексику, а затем вернулся в Нью-Йорк, чтобы закончить пост-продакшн и закрыть свой контракт с EMI America в конце января 1983 года. После завершения работы Боуи передал Let's Dance лейблу и отправился в Австралию, чтобы снять видеоклипы для первых двух синглов.

## Песни
Комментаторы характеризуют песни с альбома Let's Dance как постдиско, танцевальную музыку, дэнс-рок, новую волну и дэнс-поп. Журнал Consequence of Sound называет альбом «звучанием в духе чистого диско, танца и фанка, где Боуи спускается с небес на землю», и утверждает, что Боуи развивал постпанк и нью-вейв звучание своего предшественника. Автор Джеймс Э. Пероне отмечает блюзовые нотки, привнесённые Воном, и высоко оценивает его вклад в «Modern Love», «China Girl» и «Without You». В интервью журналу Details в 1991 году Боуи описал альбом как «переосмысление фанка, в котором белый англичанин, бывший студент художественной школы, встречает чернокожего американца, переосмысление альбома Young Americans (1975)». Художница Таня Старк считает, что коммерческий темп альбома маскирует лирическую непрерывность постоянных повествований Боуи о духовной борьбе и страхе смерти.

### Первая сторона
Открывающий трек «Modern Love» — это быстрая поп-композиция со структурой «отклик-ответ», вдохновлённая Литл Ричардом. Дэйв Томпсон из AllMusic называет её «энергичной, искромётной рок-песней», которая «воплощает в себе всё лучшее, что было в переосмыслении Боуи в 1983 году как добровольная суперзвезда». Пегг хвалит музыку, но называет тексты «поверхностными» по сравнению с предыдущими работами Боуи, как и Пероне, который отмечает, что «некоторые тексты понятнее других». О’Лири сравнивает тексты с блок-схемой, переходя от «современной любви» к «церкви вовремя» и к «Богу и человеку».
«China Girl» была написана Боуи и Игги Попом в 1976 году и впервые появилась на дебютном сольном альбоме Попа 1977 года The Idiot, который Боуи сам написал и спродюсировал. Бакли называет версию Боуи «ультракрутым прочтением» оригинала Попа. Для своей версии Боуи добавил бэк-вокал, а Роджерс сочинил гитарный рифф. О'Лири пишет, что вокал Боуи более «игривый», чем у Попа, а сама музыка демонстрирует «азиатские» качества. Обозреватель BBC Online Дэвид Квантик признал влияние продюсирования Роджерсом на песню, утверждая, что «никто, кроме Роджерса, не смог бы взять такую песню, как „China Girl“, с её параноидальными отсылками к „видениям свастик“, и превратить её в милый, романтический хит». Пегг называет исполнение Боуи «чрезвычайно эффектным образцом хардкор-попа», отмечая, что текст отражает основные темы альбома: «культурную идентичность» и «отчаянную любовь».
Пегг считает заглавный трек одной из лучших записей Боуи 1980-х годов и одной из «величайших поп-песен всех времён». Эд Пауэр в газете Irish Examiner описал его как «достойный образец фанк-рока»; Пероне считает, что он отражает моду на современный танец 1980-х. Композиция начинается с того, что группа вокалистов поёт всё громче и громче, прежде чем достичь мощной кульминации. О’Лири и Пегг сравнивают вступление с версией песни «Twist and Shout» The Beatles (1963). Семиминутная альбомная версия включает в себя инструментальные соло, отличающиеся от более короткой сингловой версии. Текст песни призывает слушателя «надеть красные туфли» и танцевать под «серьёзным лунным светом».
«Without You» отсылает к записям Боуи 1960-х годов, отражая поп-музыку в стиле 1960-х. Пегг считает её «одноразовой песней о любви» и провалом альбома, игнорируя как музыку, так и текст. О’Лири также критикует вокальное исполнение Боуи, исполненное «хрупким фальцетом». С другой стороны, Кен Такер из Rolling Stone написал, что «Without You» — один из самых смелых примеров песенной карьеры Боуи, и похвалил его вокальное исполнение.

### Вторая сторона
Биографы обнаружили, что «Ricochet» — единственный трек, напоминающий об экспериментальной природе записей Боуи конца 1970-х годов. Пероне считает его неуместным на фоне остальной части альбома и предполагает, что артист входил в период творческого спада. Пегг пишет, что в нём присутствуют ритм-н-блюз и повторяющийся бэк-вокал в стиле свинга. Описывая трек в 1987 году, Боуи заявил: «Я считал, что это отличная песня, но бит был не совсем тем. Он не плавно двигался, синкопа была неправильной. У неё была неуклюжая походка; она должна была течь. … Найл внёс в неё свой вклад, но это было не совсем то, что я имел в виду, когда писал эту песню».
«Criminal World» изначально была написана и записана группой Metro в 1977 году, но их версия была запрещена BBC из-за бисексуального подтекста. О’Лири утверждает, что Боуи включил её в альбом Let’s Dance, чтобы «протащить трансгрессивную песню на платиновый альбом». Пегг пишет, что Боуи обновил звучание песни, чтобы она соответствовала Let’s Dance, добавив элементы нью-вейва и поп-регги, и называет гитарное соло Вона лучшим на альбоме. И Бакли, и О’Лири хвалят исполнение Боуи, считая его сильным кавером.
«Cat People (Putting Out Fire)» была записана в 1981 году Боуи и Джорджио Мородером в качестве музыкальной темы для фильма «Люди-кошки» 1982 года. Боуи был недоволен оригинальной версией и попросил Роджерса переделать её для фильма «Let’s Dance». О’Лири описывает ремейк как «более агрессивный». Он хвалит гитарное соло Вона, считая его лучше оригинала, но критикует вокал Боуи, считая его менее удачным. Пегг также считает версию для фильма «Let’s Dance» неудачной и сетует, что ремейк стал более известной версией.
Альбом завершается песней «Shake It», которую Пегг называет «довольно милой ерундой». О'Лири описывает этот трек как итог «плохих привычек» Боуи 1980-х годов: «безразличие к качеству». Биограф Марк Спитц пишет, что его звучание предшествует песне U2 «Lemon» 1993 года.

## Выпуск

### Музыкальные видеоклипы
После доставки альбома на лейбл, Боуи отправился в Австралию в феврале 1983 года, чтобы снять музыкальные видеоклипы для первых двух синглов, «Let's Dance» и «China Girl». Он снял видеоклип на «Let's Dance» вместе с Дэвидом Маллетом, режиссёром клипов Боуи Lodger и «Ashes to Ashes». Видеоклип не имеет ничего общего с самой песней, за исключением краткого показа красных ботинок. В нём показана молодая пара австралийских аборигенов, занимающихся различными видами деятельности, которые соблазняют их коммерциализацией белой городской Австралии. Боуи появляется и поет текст песни в камеру. Видеоклип представляет собой аллегорию, призванную представить отношение к аборигенам со стороны белых австралийских капиталистов. Видеоклип на «China Girl», снова снятый Маллетом, похож по своей теме столкновения перспектив, сопоставляя руководителей Сиднея с китайским населением города. В фильме снялась новозеландская актриса Джилинг Нг, которая воссоздаёт знаменитую пляжную сцену из фильма «Отныне и во веки веков» (1953) вместе с Боуи. Бакли говорит, что провокационные аллегории и сцены в видео гарантировали активную ротацию на MTV.

### Синглы
«Let's Dance» был выпущен на EMI America в отредактированной форме в качестве ведущего сингла 14 марта 1983 года, с ремейком «Cat People» в качестве би-сайда. Три дня спустя Боуи провёл пресс-конференцию в Лондоне, где он объявил о новом альбоме, также названном Let's Dance, новом лейбле и предстоящем туре. Он примерил новый образ, показав обесцвеченные светлые волосы и белый костюм. Несколько дней спустя видео «Let's Dance» было впервые представлено на британском рок-шоу The Tube вместе с интервью Джулса Холланда. На следующей неделе «Let's Dance» вошёл в UK Singles Chart на пятом месте, прежде чем достичь пика на первом месте в течение трёх недель и оставаться в чарте в течение 14 недель. Затем он достиг пика на первом месте в американском Billboard Hot 100 в апреле, став самым успешным синглом Боуи на сегодняшний день. По словам Бакли, сингл звучал «бесконечно» на британских радиостанциях.
EMI America выпустила «Let's Dance» 14 апреля 1983 года под каталожным номером AML 3029. Его обложка, изображающая Боуи, боксирующего с тенью на фоне городского горизонта, была сделана фотографом Грегом Горманом. «China Girl» была выпущена, снова в отредактированном виде, как второй сингл альбома 31 мая с «Shake It» в качестве би-сайда. Хотя он не смог повторить успех заглавного трека, он все же достиг второго места в UK Singles Chart в июне, уступив первое место «Every Breath You Take» группы The Police. В США он достиг десятого места в Billboard Hot 100.
«Modern Love» был выпущен, снова в отредактированном виде, как третий сингл альбома 12 сентября 1983 года. B-side была концертной версией, записанной в Монреале 13 июля. Как и «China Girl», «Modern Love» достигла пика на втором месте в Великобритании, уступив первое место «Karma Chameleon» Culture Club. В США она заняла 14-е место. Она была поддержана музыкальным видео, снятым Джимом Юкичем, изображающим исполнение песни в Филадельфии 20 июля. «Without You» появился как четвёртый и последний сингл в ноябре, поддержанный «Criminal World», выпущенным только в Голландии, Японии, Испании и США, где он достиг 73-го места.

## Коммерческое исполнение
После релиза альбом Let's Dance вошёл в британский чарт альбомов на первую позицию и продержался там три недели. Хотя альбомы Aladdin Sane, Pin Ups (оба 1973 года) и Diamond Dogs (1974 года) занимали первую позицию дольше, Let's Dance оставался в чарте более года.[13] Альбом достиг четвёртой позиции в американском чарте Billboard Top LPs & Tape 24 июня 1983 года и продержался в чарте 69 недель. EMI объявила Let's Dance самым продаваемым альбомом со времён альбома The Beatles Sgt. Pepper's Lonely Hearts Club Band (1967). Бывший лейбл Боуи RCA выпустил сборник его записей, чтобы заработать на успехе альбома. Все альбомы Боуи, выпущенные им в период с 1969 по 1974 год: Space Oddity, The Man Who Sold the World, Hunky Dory, The Rise and Fall of Ziggy Stardust and the Spiders from Mars, Aladdin Sane, Pin Ups и Diamond Dogs, а также Low и “Heroes” (оба 1977 года), снова попали в чарты. К июлю десять альбомов Боуи вошли в топ-100 Великобритании. Это достижение сделало Боуи артистом со вторым по величине количеством недель в чарте за всю историю — 198, после рок-группы Dire Straits, которая в 1986 году достигла 217 недель в чарте.
Альбом Let's Dance был продан тиражом 10,7 миллиона копий по всему миру, став самым продаваемым альбомом Боуи.

## Список композиций
Все песни написаны Дэвидом Боуи, за исключением отмеченных.
1. «Modern Love» — 4:46
2. «China Girl» (Дэвид Боуи, Игги Поп) — 5:32
3. «Let’s Dance» — 7:38
4. «Without You» — 3:08
5. «Ricochet» — 5:14
6. «Criminal World» (Питер Гудвин, Данкан Браун, Шон Лионс) — 4:25
7. «Cat People (Putting Out Fire)» (Дэвид Боуи, Джорджо Мородер) — 5:09
8. «Shake It» — 3:49

## Издание на компакт-диске
В 1995 году лейбл Virgin Records переиздал альбом на компакт-диске с композицией «Under Pressure», в качестве бонус-трека. EMI сделал второе переиздание в 1999 году (включающее 24-битный цифровой ремастеринг звука, но без бонус-треков).
Канадская версия переиздания включает в себя трек с данными (англ. data track), загрузив компакт-диск в Windows PC, пользователю предоставляется содействующие услуги доступа в Интернет и другие поощрения на сайте davidbowie.com. Это демонстрирует одну из самых ранних попыток известного артиста объединить интернет и методы продвижения и распространения материала.
Ещё было переиздание в 2003 году, когда EMI выпустил альбом в формате гибридное стерео SACD/PCM CD.

## Участники записи
Информация взята из буклета альбома.

### Музыканты
- Дэвид Боуи: основной вокал, продюсер, инженер, ассистент по сведдению, духовые аранжировки
- Найл Роджерс: гитара, продюсер, инженер, ассистент по сведдению, духовые аранжировки
- Стиви Рэй Вон: соло-гитара
- Кармин Рохас: бас ("Without You")
- Омар Хаким, Тони Томпсон: ударные
- Роберт Сабино: клавишные
- Mac Gollehon: труба
- Роберт Аарон, Стэн Харрисон: тенор саксофон, флейта
- Стив Элсон: баритон саксофон, флейта
- Сэмми Фиджаро: перкуссия
- Фрэнк Симмс, George Simms, David Spinner: бэк-вокал
- Дэвид Боуи, Кармин Рохас: духовые аранжировки
- Бернард Эдвардс: бас на «Without You»

### Продюсеры
- Боб Клирмаунтайн: аудиоинженер
- Dave Greenberg – асситстен звукорежиссёра
- Боб Людвиг: мастеринг

## Хит-парады
Альбом
| Год  | Хит-парад                                 | Высшая позиция |
| ---- | ----------------------------------------- | -------------- |
| 1983 | Billboard 200                             | 4              |
| 1983 | UK Albums Chart                           | 1              |
| 1983 | Norwegian Albums Chart                    | 1              |
| 1983 | Australian Kent Music Report Albums Chart | 1              |

Сингл
| Год  | Сингл         | Хит-парад               | Высшая Позиция |
| ---- | ------------- | ----------------------- | -------------- |
| 1983 | «Let’s Dance» | UK Singles Chart        | 1              |
| 1983 | «Let’s Dance» | Norwegian Singles Chart | 1              |
| 1983 | «Let’s Dance» | Billboard Hot 100       | 1              |
| 1983 | «China Girl»  | Norwegian Singles Chart | 7              |
| 1983 | «China Girl»  | UK Singles Chart        | 2              |
| 1983 | «China Girl»  | Billboard Hot 100       | 10             |
| 1983 | «Modern Love» | Billboard Hot 100       | 14             |
| 1983 | «Modern Love» | UK Singles Chart        | 2              |